# Ropucha (baśń)
Ropucha (duń. Skrubtudsen) – baśń literacka autorstwa Hansa Christiana Andersena, wydana po raz pierwszy w 1866 roku.

## Publikacja
Baśń literacka Andersena o Ropusze została po raz pierwszy opublikowana przez wydawnictwo C.A. Reitzel w Kopenhadze 11 grudnia 1866 roku w antologii Nowe Bajki i Opowieści. Druga Seria. Czwarta Kolekcja. 1866 (duń. Nye Eventyr og Historier. Anden Række. Fjerde Samling. 1866). W katalogu dzieł Andersena, autorstwa B.F. Nielsena, baśń opatrzona jest numerem 914. Utwór został wznowiony za życia pisarza 12 grudnia 1871 roku w zbiorze Bajki i opowieści. Tom czwarty (duń. Eventyr og Historier. Fjerde Bind. 1871) wraz z innymi 26 opowiadaniami.

## Polskie przekłady
Ropucha została przetłumaczona na język polski:
- 1890 – Ropucha: Wanda Młodnicka (tłum.): Powiastki podług J. C. Andersena. Lwów. Brak numerów stron w książce
- 1892 – Ropucha: tłumaczenie anonimowe: Bajki i opowiadania. Warszawa. Brak numerów stron w książce
- 1899 – Ropucha: Cecylia Niewiadomska (tłum.): Baśnie. Warszawa. Brak numerów stron w książce
- 1908 – Ropucha: Cecylia Niewiadomska (tłum.): Ropucha. Krasnoludek. Warszawa. Brak numerów stron w książce
- 1931 – Ropucha: Stefania Beylin (tłum.): Baśnie. Warszawa. Brak numerów stron w książce
- 2006 – Ropucha, w tłum. Bogusławy Sochańskiej, Baśnie i opowieści. T. III: 1862–1873 (z oryginału duńskiego).

## Fabuła
Studnia jest głęboka, a sznur długi, przez co trudno wyciągnąć wiadro z wodą. Słońce nigdy nie sięga dna, ale tam, gdzie pada jego światło, rośnie zieleń między kamieniami. W studni mieszka rodzina ropuch, która spadła tam z góry razem ze starą ropuchą. Zielone żaby uznają je za krewnych i nazywają „gośćmi studni”. Stara ropucha raz znalazła się w wiadrze, ale światło ją oślepiło i z bólem kręgosłupa wróciła do wody. Młode żaby nazywają ją brzydką i złośliwą, ale ona twierdzi, że jedno z jej dzieci ma drogocenny kamień w głowie. Ropuchy są dumne i myślą, że każda z nich może mieć ten kamień, choć nie wiedzą, czym on właściwie jest. Najbrzydsza z nich mówi, że na pewno nie ma klejnotu, ale marzy, by zobaczyć świat poza studnią. Stara ostrzega ją przed wiadrem, które może ją zmiażdżyć.
Jednak gdy wiadro z wodą zatrzymuje się przy kamieniu, młoda ropucha wskakuje do środka i zostaje wyniesiona na górę. Człowiek zauważa ropuchę i z obrzydzeniem kopie w nią drewniakiem, ale ona ucieka w pokrzywy. Ropucha jest zachwycona światłem, liśćmi i przestrzenią. Czuje się jak w lesie. Rusza dalej drogą, zachwycona suchym lądem i kwiatami rosnącymi przy rowie. Mija różne rośliny, widzi motyla, który wydaje się jej podróżującym kwiatem. Przebywa nad rowem osiem dni i nocy, ale znów rusza w drogę, bo tęskni za towarzystwem.
Trafia na staw z żabami, które przyjmują ją serdecznie i zapraszają na koncert. Wciąż czuje jednak potrzebę wspinania się wyżej i obserwuje słońce, księżyc i gwiazdy. Marzy, by dotrzeć aż do Egiptu, o którym opowiadają bociany gniazdujące na dachu. Dwóch młodych studentów obserwuje ropuchę. Jeden chce ją zakonserwować, drugi mówi o klejnocie w jej głowie jako symbolu ukrytego piękna. Bocian porywa ropuchę, która umiera, ale jej błyszczące oczy stają się światłem, które niesie promień słońca. To właśnie jest prawdziwy klejnot: wieczna tęsknota i dążenie w górę.

## Galeria

Ilustracje baśni Ropucha
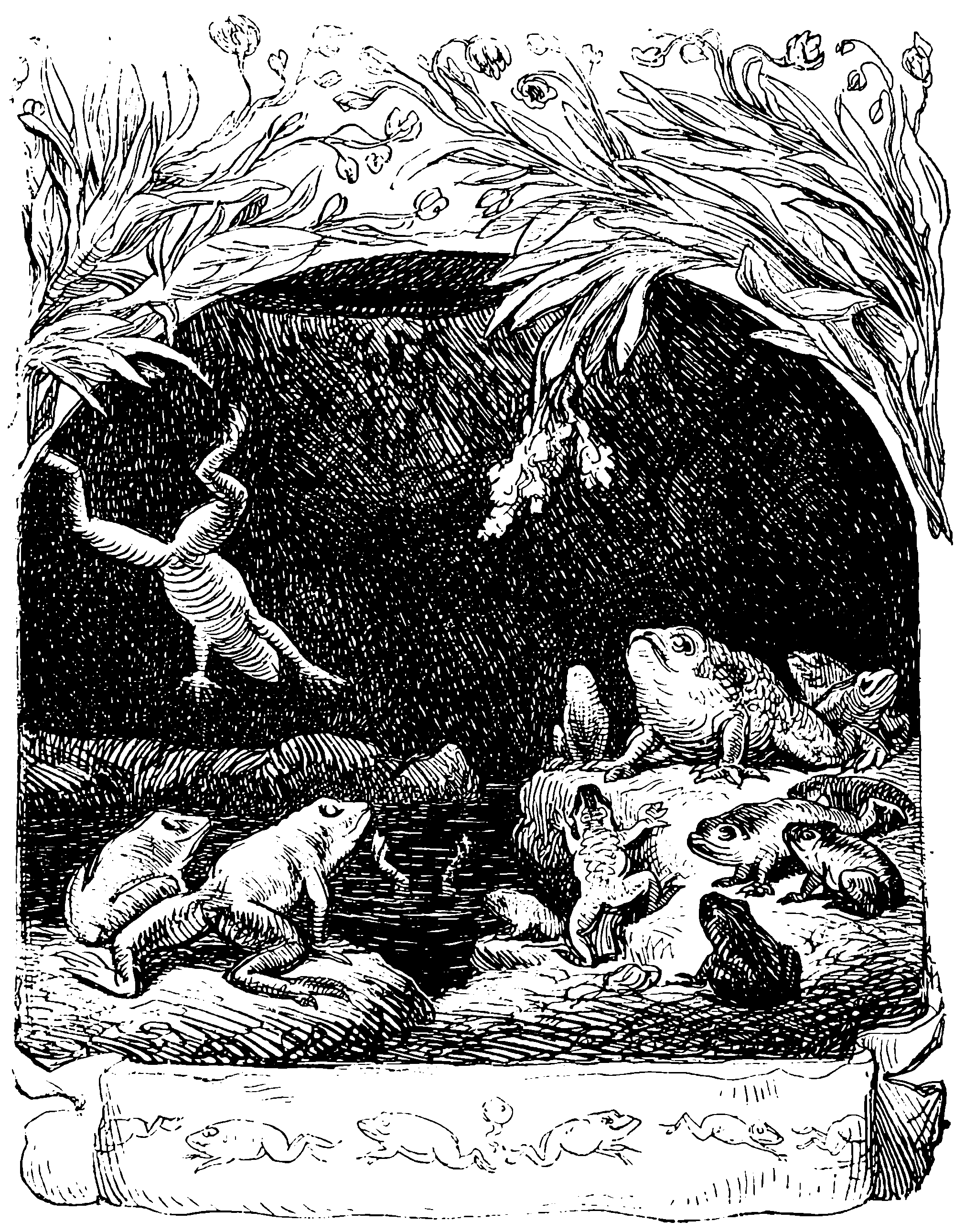
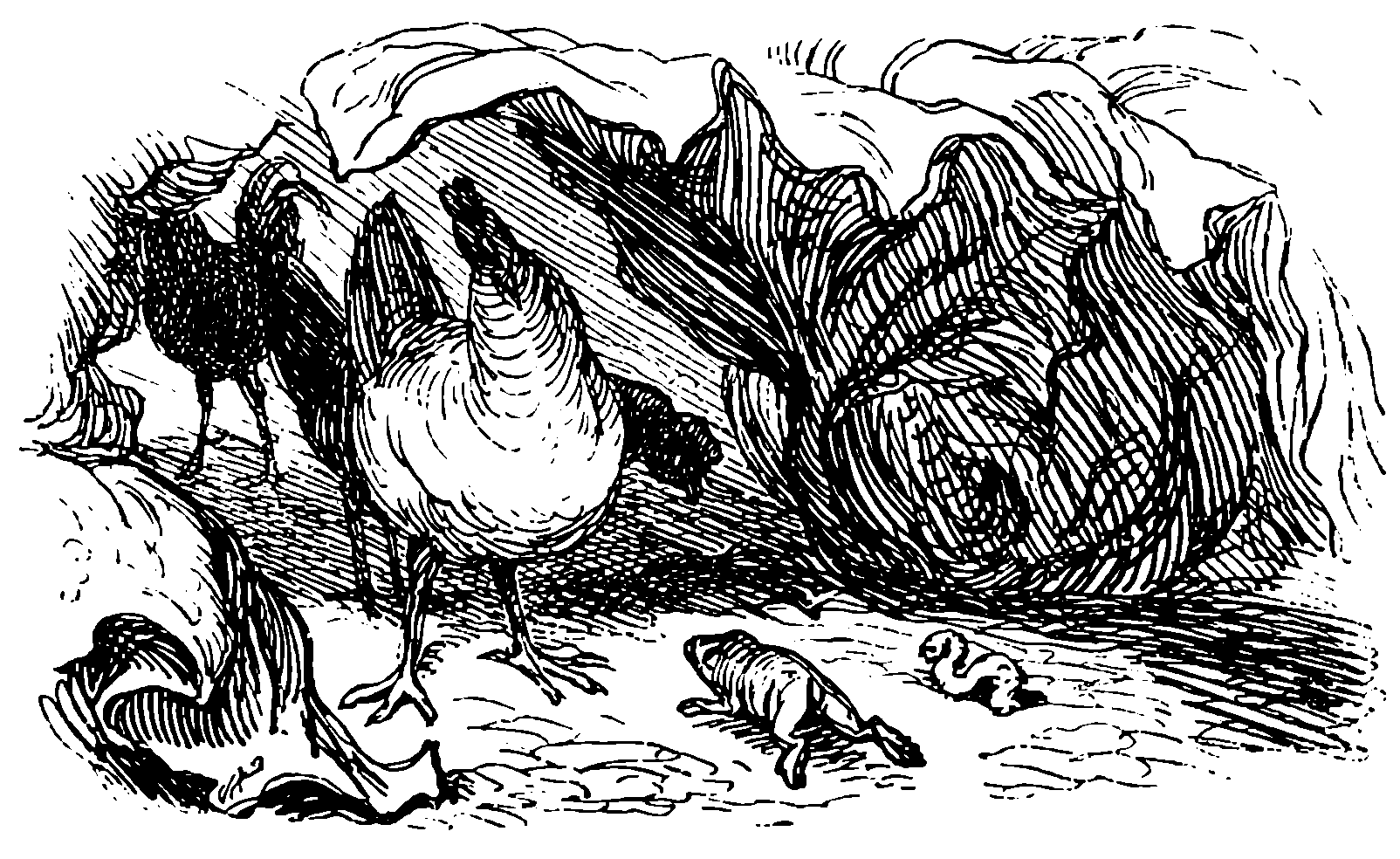
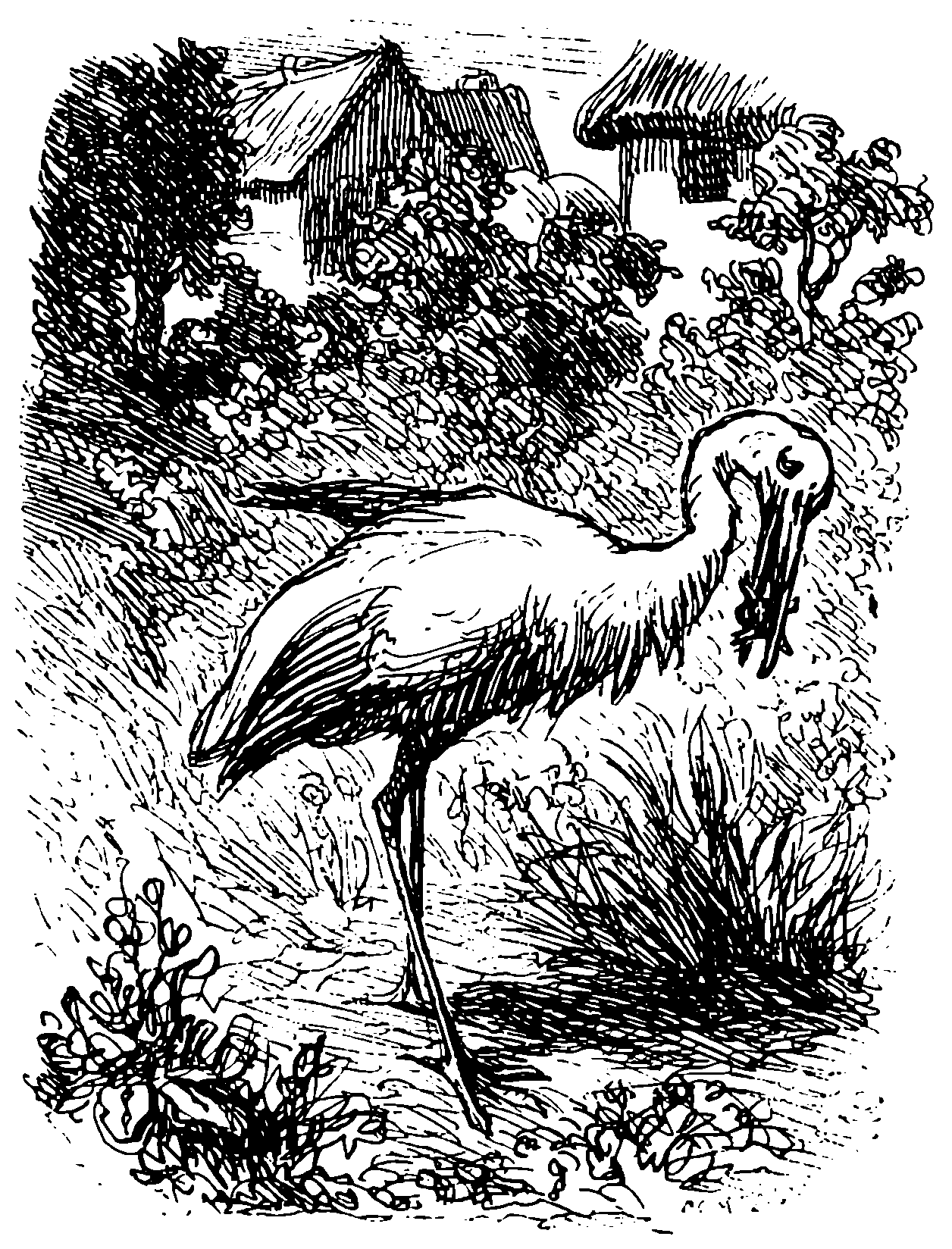
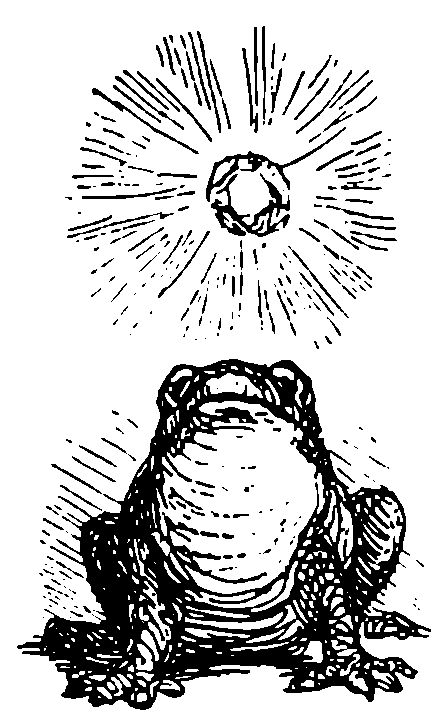